# Långtjärnen (Storsjö socken, Härjedalen, 695120-137733)
Långtjärnen är en sjö i Bergs kommun i Härjedalen och ingår i Ljungans huvudavrinningsområde. Sjön har en area på 0,146 kvadratkilometer och ligger 906,7 meter över havet. Sjön avvattnas av vattendraget Aloppan.

## Delavrinningsområde
Långtjärnen ingår i det delavrinningsområde (695078-137750) som SMHI kallar för Utloppet av Långtjärnen. Medelhöjden är 918 meter över havet och ytan är 0,63 kvadratkilometer. Det finns inga avrinningsområden uppströms utan avrinningsområdet är högsta punkten. Aloppan som avvattnar avrinningsområdet har biflödesordning 2, vilket innebär att vattnet flödar genom totalt 2 vattendrag innan det når havet efter 307 kilometer. Avrinningsområdet består mestadels av kalfjäll (77 procent). Avrinningsområdet har 0,14 kvadratkilometer vattenytor vilket ger det en sjöprocent på 22,8 procent.